# Новоніколаєвка (Алтинсаринський район)
Новонікола́євка (каз. Новониколаев) — село у складі Алтинсаринського району Костанайської області Казахстану. Входить до складу Великочураковського сільського округу.
Населення — 106 осіб (2021; 177 у 2009, 257 у 1999, 303 у 1989).